# Rørdal
Rørdal (tot 2010: Rørdal Kirkedistrikt)  is een parochie van de Deense Volkskerk in de Deense gemeente Aalborg. De parochie maakt deel uit van het bisdom Aalborg en telt 270 kerkleden op een bevolking van 270 (2004).
Rørdal was tot 2010 een deel van de parochie Nørre Tranders. Historisch maakte het daarmee deel uit van de herred Fleskum.

Gistrup · Gudum · Gudumholm · Gunderup · Klarup · Komdrup · Lillevorde · Mou · Nørre Kongerslev · Nørre Tranders · Nøvling · Romdrup · Romdrup-Klarup · Rørdal · Sejlflod · Skalborg · Sønder Kongerslev · Sønder Tranders · Storvorde